# FIM-43 Redeye
«Ре́дай» (англ. Redeye [ˈredaɪ] в знач. «красный глаз», общевойсковой индекс — FIM-43) — американский переносной зенитно-ракетный комплекс, предназначенный для поражения низколетящих воздушных целей (самолётов, вертолётов, БПЛА). Разработан компанией «Конвэр» (филиалом корпорации «Дженерал дайнемикс»). Всего было произведено около 85 тыс. ракет этого типа. Снят с вооружения в США между 1982 и 1995 годом и заменён усовершенствованной моделью, получившей название «Стингер».

## История
Впервые о перспективном комплексе под названием «Редай» было сообщено в прессе в 1957 году, а в конце ноября 1958 года, наряду с другими образцами ракетного вооружения он был презентован вниманию прессы, — тогда его классифицировали не как переносной зенитный ракетный комплекс (поскольку до него такого рода вооружения попросту не существовало), а как «зенитную базуку» за характерный вид, внешне напоминающий американские безоткатные гранатомёты военного и послевоенного периода. Одновременно с «Редаем» разрабатывалось ещё несколько аналогичных средств тактической противовоздушной обороны пехоты, достаточно компактных для ношения одним стрелком, но реализующих различные принципы устройства и применения. Ближе к середине 1960-х, под впечатлением от успехов американских ракетостроителей, аналогичные работы над собственными переносными зенитно-ракетными комплексами начались практически одновременно в Великобритании (компанией «Шортс»), Франции («Норд») и ФРГ («Бёльков»). За период работы над ним с конца 1950-х гг. и до конца 1960-х гг. «Редай» весьма значительно эволюционировал. Строго говоря, комплекс впервые представленный прессе в 1958 году и регулярно демонстрировавшийся на разного рода армейских презентациях для публики в начале 1960-х гг., и комплекс принятый на вооружение в 1969 году — не исходная модель и её усовершенствованный вариант, а два разных образца вооружения, объединённых только общим названием и сходными принципами наведения ракеты. Головки самонаведения исходных моделей ракет ориентировались на контрастный температурный силуэт корпуса летательного аппарата посреди относительно равномерной фоновой обстановки, на продвинутых моделях (включая «Стингер» первых моделей) наведение осуществляется на сопло реактивного двигателя (генерирующее наиболее интенсивное излучение в инфракрасном диапазоне).

## Задействованные структуры
В работе над комплексами «Редай» с модификациями были задействованы следующие коммерческие структуры:
- Комплекс в целом — General Dynamics Corp., Convair Division, Помона, Калифорния (разработка), Сан-Диего, Калифорния (производство);
- Система наведения — Philco Corp., Government & Industrial Division, Филадельфия, Пенсильвания;[2]
- Гироскоп — Telecomputing Corp., Whittaker Gyro Division, Ван-Найс, Калифорния;[3]
- Приёмник инфракрасного излучения — Electronics Corp. of America, Кембридж, Массачусетс;[4]
- Предохранительно-исполнительный механизм — Philco Corp., Government & Industrial Division, Филадельфия, Пенсильвания;[5]
- Взрыватель — Magnavox Co., Урбана, Иллинойс;[6]
- Ракетный двигатель — Atlantic Research Corp., Chemical Engineering Division, Александрия, Виргиния;[7][8]
- Пусковая труба — Brunswick Corp., Defense Division, Ист-Камден, Арканзас;[9]
- Тренажёр оператора — Minneapolis-Honeywell Regulator Co., Хопкинс, Миннесота;[10]
- Источник питания — Eagle-Picher Co., Electronics Division, Цинциннати, Огайо[11].

## Варианты и модификации
Ниже представлены основные варианты и модификации комплекса и ракеты (индексация конкретных модификаций представлена в скобках):
Национальные
- Redeye (XM41) — исходная модель 1958 года с примитивным съёмным пусковым механизмом, на вооружение не поступала
  - Redeye Block I (FIM-43A) — образец, принятый на вооружение в 1969 году с видоизменёнными ракетой, пусковой трубой и пусковым механизмом[12]
    -  Redeye Block II (FIM-43B) — усовершенствованный вариант предыдущей модели с ракетой M110[12]
      -  Redeye Block III (FIM-43C) — усовершенствованный вариант предыдущей модели с ракетой M115 и новым пусковым механизмом[12]
        -  Redeye Block IV (FIM-43D) — усовершенствованный вариант предыдущей модели[12]

  - Redeye 2 — полностью одноразовый с встроенным пусковым механизмом («выстрелил и выбросил»)[13]
    -  Stinger (FIM-92) — упрощённый вариант предыдущей модели, съёмный пусковой механизм (взаимозаменяемый с усовершенствованными вариантами первой модели, но не с предшествующей второй моделью) с запросчиком системы радиолокационного опознавания, ракета с двухспектральной ГСН повышенной помехоустойчивости в сравнении с предыдущими моделями, был принят на вооружение в 1981 году[13]

  - Naval Redeye (RIM-43) — корабельный вариант на вращающейся платформе с увеличенной дальностью полёта ракет для оснащения судов на воздушной подушке и других десантно-высадочных средств, научно-исследовательские работы проводились по заказу ВМС США, не вышел за пределы стадии проектирования[14]
  - RAM (AIM-43) — авиационная ракета ближнего воздушного боя (УРВВ) для оснащения ударных вертолётов, на вооружение не поступала[15]
  -  ADSM (AGM-43) — авиационная ракета подавления ПВО (УРВП) для оснащения ударных вертолётов, разработка велась на конкурсной основе в начале 1970-х гг., в рамках программы разработки средств подавления ПВО, проводившейся Управлением ракетных войск[16] (впоследствии GD уступила конкурирующей корпорации Rockwell). Эксперименты по захвату и отслеживанию наземных целей с воздуха при помощи ГСН Redeye и AIM-9C Sidewinder проводились и ранее, в феврале 1968 года, но о разработке УРВП на базе Redeye тогда речь не велась, Автобронетанковым управлением проверялась принципиальная возможность создания вероятным противником (СССР) УРВП с ИК ГСН[17]

Зарубежные
 Стрела-2 (9К32) — результат успешной работы органов советской военно-технической разведки, доработанный учреждениями ВПК СССР с применением методов обратной инженерии, успешно прошедший испытания и принятый на вооружение раньше, чем его американский оригинал
|      |      |      |      |      |      |      |
| 1959 | 1960 | 1961 | 1962 | 1964 | 1969 | 1972 |

## Сравнительная характеристика
Одновременно с «Редаем» вниманию армейского командования предлагались альтернативные варианты средств тактической противовоздушной обороны пехоты, ниже приводится сравнение их боевых возможностей:
| Прототип | «Redeye»                                                                                                  | «Harpy»                                                                                                   | «Thunderstick»                                       |
| Общие сведения | Общие сведения                                                                                            | Общие сведения                                                                                            | Общие сведения                                       |
| --- | --- | --- | ---------------------------------------------------- |
| Разработчик | «General Dynamics»                                                                                        | «Audiosonics»                                                                                             | «American Rocket»                                    |
| Местонахождение конструкторского бюро | Помона, Калифорния                                                                                        | Канога-Парк, Калифорния                                                                                   | Тейлор, Мичиган                                      |
| Дата обнародования проекта | ноябрь 1958                                                                                               | январь 1959                                                                                               | декабрь 1961                                         |
| Принятие на вооружение | Да | Нет | Нет                                                  |
| Система наведения | | |                                                      |
| Режим управления полётом ракеты | автоматический                                                                                            | автоматический                                                                                            | не предусмотрено                                     |
| Устройство наведения ракеты на цель | оптическая головка самонаведения                                                                          | оптическая головка самонаведения                                                                          | не предусмотрено                                     |
| Устройство наведения ракеты на цель | инфракрасная                                                                                              | неизвестно                                                                                                | не предусмотрено                                     |
| Метод наведения ракеты | двухточечный                                                                                              | двухточечный                                                                                              | полёт по баллистической траектории                   |
| Метод наведения ракеты | пропорционального сближения                                                                               | неизвестно                                                                                                | полёт по баллистической траектории                   |
| Помехозащищённость | относительная                                                                                             | относительная                                                                                             | абсолютная                                           |
| Помехоустойчивость | низкая | низкая | абсолютная                                           |
| Боевые возможности | | |                                                      |
| Запуск ракеты | с плеча                                                                                                   | с плеча                                                                                                   | со станка                                            |
| Скорость полёта ракеты | сверхзвуковая                                                                                             | сверхзвуковая                                                                                             | гиперзвуковая                                        |
| Досягаемость по высоте и дальности до цели | средняя                                                                                                   | максимальная                                                                                              | минимальная                                          |
| Стрельба с оборудованных засадных позиций | эффективна, но у цели есть время среагировать на обстрел                                                  | эффективна, но у цели есть время среагировать на обстрел                                                  | идеальна, у цели нет шансов                          |
| Стрельба по наземным или надводным целям | неэффективна                                                                                              | неэффективна                                                                                              | эффективна                                           |
| Стрельба по быстро маневрирующим воздушным целям | эффективна                                                                                                | эффективна                                                                                                | малоэффективна                                       |
| Стрельба по подскакивающим воздушным целям | малоэффективна                                                                                            | малоэффективна                                                                                            | эффективна                                           |
| Стрельба по воздушным целям на встречных курсах | неэффективна                                                                                              | неизвестно                                                                                                | эффективна                                           |
| Эффективность применения в условиях облачности | ниже, чем в ясную погоду                                                                                  | неизвестно                                                                                                | одинаково высокая                                    |
| Эффективность применения по целям, оставляющим низкоконтрастный тепловой след | ниже, чем по целям с выраженным тепловым контрастом                                                       | неизвестно                                                                                                | одинаково высокая                                    |
| Эффективность применения в тёмное время суток | выше, чем в светлое                                                                                       | неизвестно                                                                                                | ниже, чем в светлое                                  |
| Опасность применения для стрелка и окружающих | минимальная                                                                                               | неизвестно                                                                                                | высокая                                              |
| Демаскирующие факторы стрельбы | норма | неизвестно                                                                                                | максимум                                             |
| Возможность повторного обстрела цели | ограничена необходимостью стрельбы вдогон                                                                 | неизвестно                                                                                                | ограничена необходимостью перезаряжания              |
| Зона непоражаемого пространства над огневой позицией | минимальная                                                                                               | неизвестно                                                                                                | максимальная                                         |
| Возможность смены огневой позиции | сразу после пуска                                                                                         | сразу после пуска                                                                                         | сразу после пуска                                    |
| Ограничения по местности для оборудования огневой позиции и пуска ракет | отсутствуют, может применяться с любого типа местности без предварительных мероприятий по её обустройству | отсутствуют, может применяться с любого типа местности без предварительных мероприятий по её обустройству | имеются, ввиду высокой токсичности и пожароопасности |
| Ложная тревога | приведёт к израсходованию одноразового источника питания                                                  | приведёт к израсходованию одноразового источника питания                                                  | не повлияет на ход дежурства                         |
| Транспортабельность | ограничена транспортной надёжностью оптики и электроники                                                  | ограничена транспортной надёжностью оптики и электроники                                                  | ограничена длиной ракеты                             |
| Примечания | | |                                                      |
| Приведенные оценочные сведения носят абстрактный характер, основаны на заявлениях разработчиков и не основаны на практических результатах совместных испытаний, которых для перечисленных образцов вооружения не проводилось. | | |                                                      |
| Источники: Missile and Space Projects Guide 1962. — N. Y.: Springer, 1962. — P. 76, 147, 201 — 235 p.; New Products // Research/Development Magazine. — Chicago, IL: F. D. Thompson Publications, December 1961. — Vol. 12 — № 12 — P. 68; Workshop Briefs // Interavia. — Cointrin, Switzerland: Interavia S.A., February 1959. — Vol. 14 — № 2 — P. 3. | | |                                                      |

## Операторы
Ниже представлен список бывших операторов комплекса:
- Австралия
- Бельгия

- В январе 1974 года со складов хранения бельгийской армии исчезло определённое количество ПЗРК, которые могли попасть в руки международных террористических организаций. В европейских аэропортах прибегли к повышенным мерам безопасности.

- Афганские моджахеды
- Босния и Герцеговина
- Греция
- Дания: на вооружении датской армии комплекс получил название Hamlet («Гамлет»).[19]
- Израиль: до 1000 ракет на вооружении АОИ по состоянию на 2010 год,[23] завершено плановое перевооружение на Stinger.
- Иордания: до 250 ракет по состоянию на 2014-2016 годы,[24][25] завершено плановое перевооружение на Stinger.
- Никарагуанские контрас
- Республика Корея: до 60 ракет по состоянию на 2014-2015 годы,[26][27] завершено плановое перевооружение на Stinger.
- Пакистан
- Сальвадор
- Саудовская Аравия: до 500 ракет на вооружении саудовской армии[28] и 500 на вооружении войск ПВО[29] по состоянию на 2014-2015 годы,[30] завершено плановое перевооружение на Stinger.
- Судан
- США

-  Армия
-  Корпус морской пехоты
-  Военно-морские силы
-  Национальная гвардия
-  Секретная служба (подразделения охраны Белого дома и резиденции Президента США)

- Таиланд: состояли на вооружении тайской армии до 2013 года[31].
- Турция: 789 ракет на вооружении по состоянию на 2016 год[32], 47 комплексов на вооружении по состоянию на 2017 год,[33] с 2010 года проводится плановое перевооружение на Stinger[34].
- ФРГ: на вооружении западногерманской армии комплекс получил название Fliegerfaust 1, сокр. FIF 1 («Флигафауст»).[19]
- Хорватия
- Чад
- Швеция: на вооружении шведской армии комплекс получил индекс Robot 69, сокр. Rb 69[19].